# 前田観光自動車
前田観光自動車株式会社（まえだかんこうじどうしゃ）とは、京都府・大阪府で貸切観光バス事業を行っている。前田工業（本社・福知山市）のグループ企業として1984年に運送会社として設立され、1990年に貸切観光バス事業を開始。現在は観光バス60台・トラック40台を保有する。
なお、東京バスグループ（2002年1月に大阪西鉄観光バスを西日本鉄道から買収、大阪バスを設立。その後各地で同業者の買収を進め「大阪バスグループ」を構成するに至ったが、2016年より「東京バス－」にグループ名称を変更した）各社とは代表者が同一で事実上のグループ関係にあるが、当社については東京バスグループには属さず、兄弟会社という位置づけである。

## 沿革
- 1984年 - 運送会社として設立。
- 1990年 - 貸切観光バス事業を開始。

## 車両

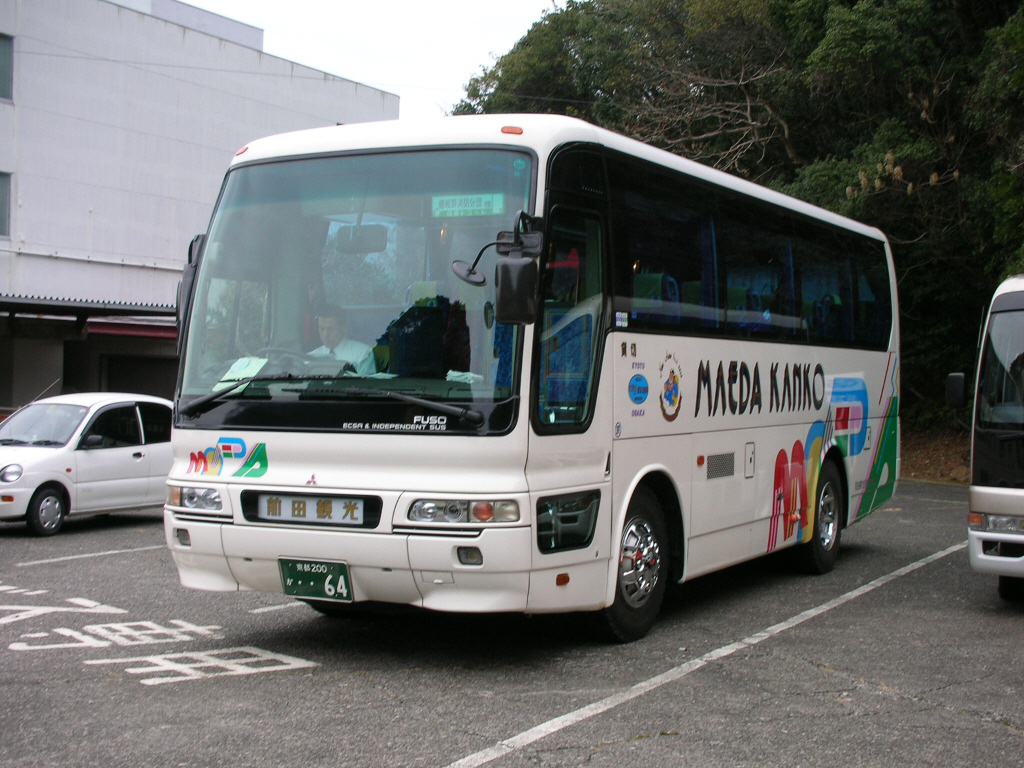
京都ナンバー

前田観光自動車・大阪バス両社の社長を務める西村信義は、かつて京滋三菱ふそう自動車販売（現・三菱ふそうトラック・バス 近畿ふそう）で整備担当の経歴を持つという縁もあり車両は近年まですべて三菱ふそう車に統一されていたが、現在はグループ内転属や新車導入などで他メーカーの車両も存在する。
現在のカラーリングは、社名表記が異なる以外は東京バスグループと同一塗装を採用している。

## 営業所（車庫）の所在地

### 京都ナンバー
- 本社営業所
  - 京都府福知山市末広町5丁目31番地
- 京都営業所
  - 京都府京都市南区上鳥羽大物町37番地

### 大阪ナンバー
- 大阪支店
  - 大阪府東大阪市本庄一丁目13番14号

## グループ会社
- 大阪バス（東大阪市）